# Kněžský seminář v Hradci Králové
Bývalý kněžský seminář je komplex několika budov v Hradci Králové, které sloužily jako katolické učiliště královéhradeckého biskupství. V současnosti (2022) jej využívá Lékařská fakulta Univerzity Karlovy v Hradci Králové jako knihovnu.

## Historie

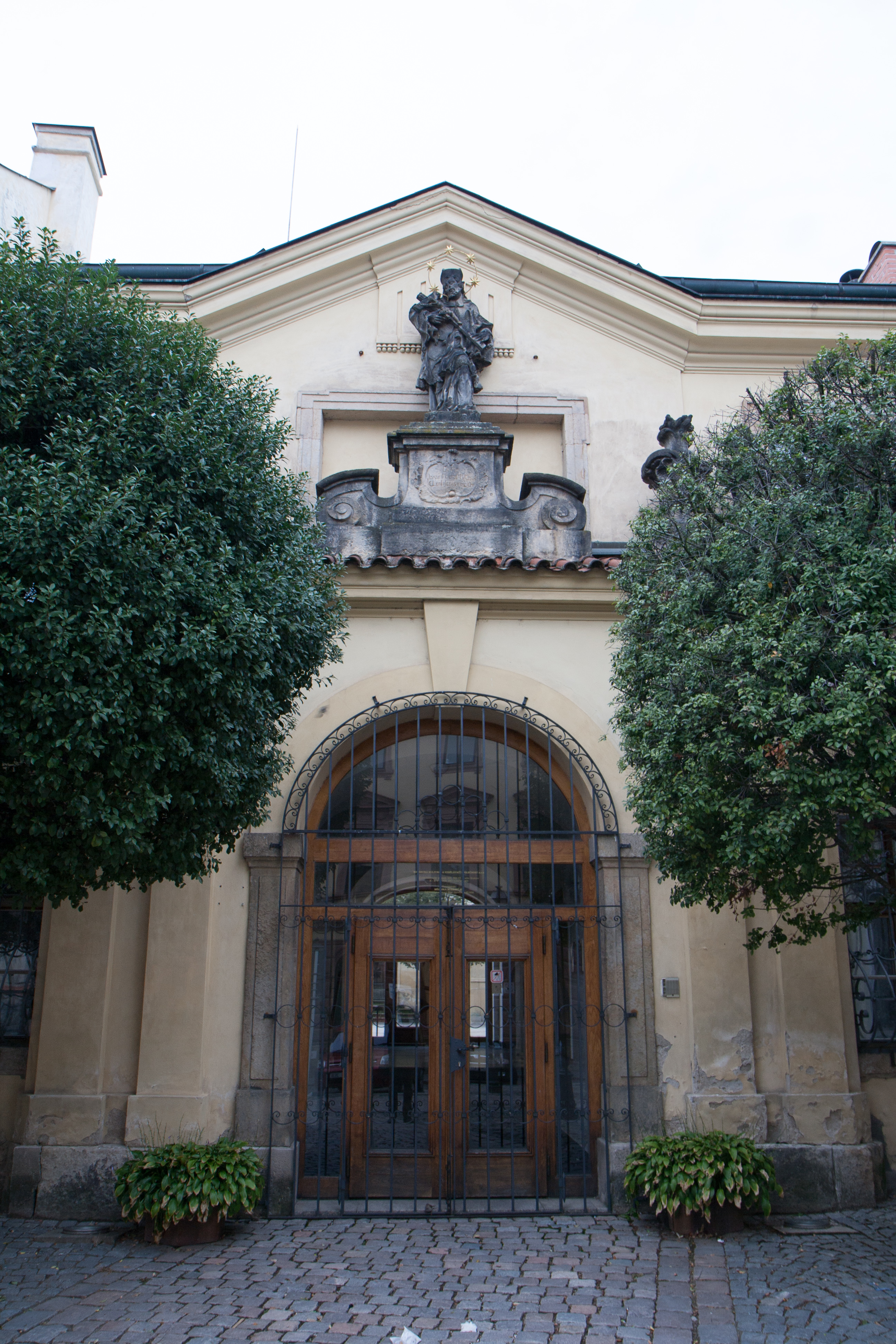
Vstup do semináře se sochou Jana Nepomuckého

### Původní budovy a stavba semináře
Na místě současné stavby stál původně královský hrad, který ve 14. století sloužil jako sídlo českých královen Elišky Rejčky a Alžběty Pomořanské. Roku 1423 byl za husitských válek zbourán. V první polovině 16. století došlo k obnovení části zřícenin a okolo roku 1556 ke zřízení purkrabského soudu pro kraj hradecký. V roce 1586 byl dostavěn i purkrabský dům. Po jeho přenesení do Prahy připadl dne 23. září 1706 pozemek královéhradecké diecézi, kterou vedl Tobiáš Jan Becker. V letech 1706 až 1714 byl na jeho místě vystavěn biskupský seminář a kostel svatého Jana Nepomuckého. Později byla do pozemku začleněna i budova hradeckého purkrabství, která byla upravena na oratoř.

### Kněžský seminář
Roku 1762 vyhořel při požáru města sousední dům čp. 91 a o tři roky později jej za 500 Zlatých zakoupilo biskupství pro potřeby semináře. Přestavbu budovy prováděl hradecký stavitel František Kremer a objekt měl sloužit jako sídlo rektora. Roku 1767 byl zrušen jezuitský řád a tehdejšímu biskupovi Josefu Adamu Arcovi velmi záleželo na získání jezuitské knihovny pro kněžský seminář. O rok později bylo rozhodnuto o přesunutí knihovny jinam, avšak bylo tomu zabráněno a bibliotéka se stala součástí semináře. V letech 1789 až 1790 byla budova opět přestavěna, tentokrát Antonínem Kremerem (synem Františka Kremera). Byla vybudována přístavba, která uzavřela areál semináře a kostela od ulice.

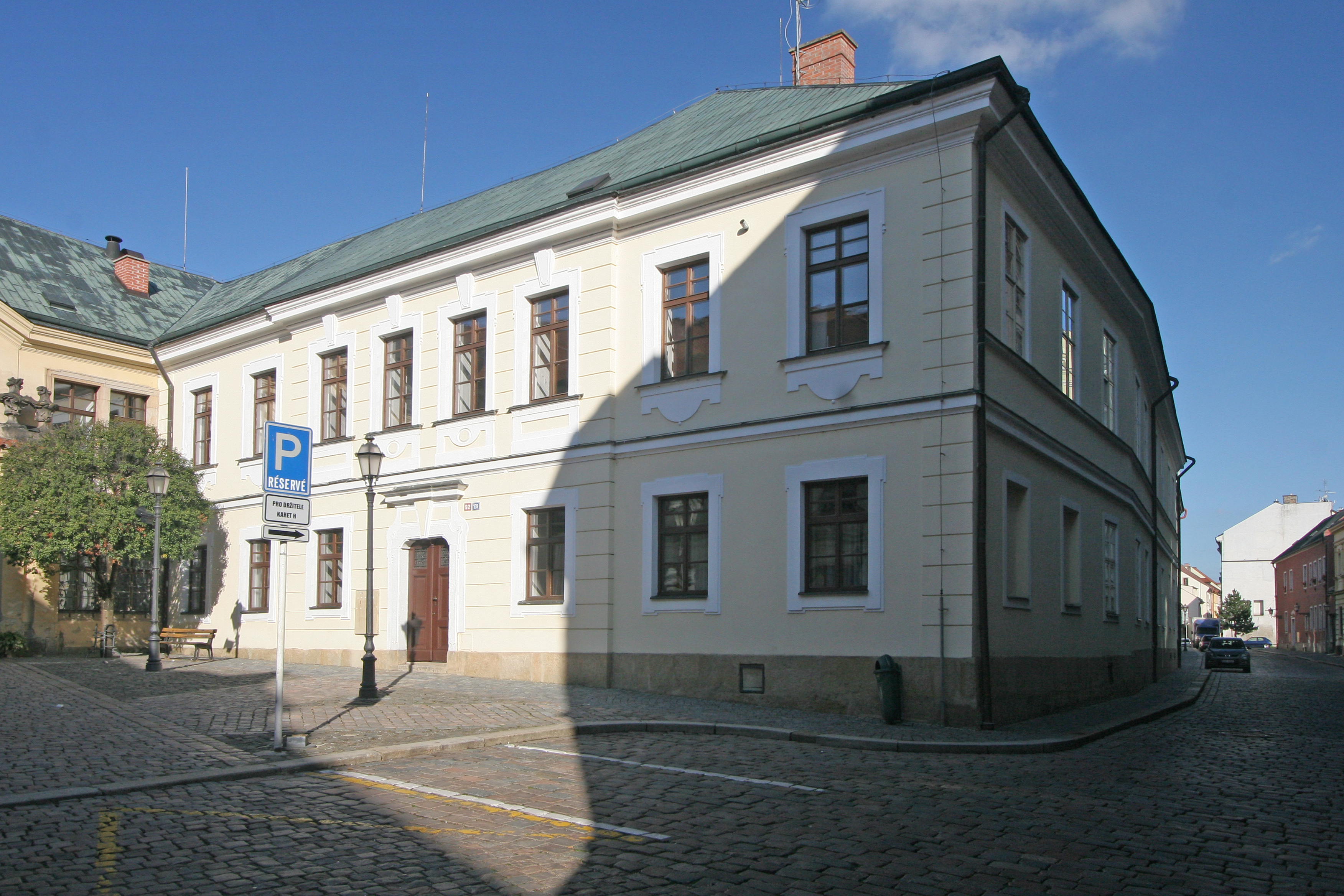
Dům čp. 91, který se stal součástí semináře po roce 1765

Ve školním roce 1802–⁠1803 studovalo v semináři 94 bohoslovců. V roce 1805 došlo k zakoupení sousední budovy čp. 180 (dnes čp. 92), kde byla zbudována seminární knihovna a ložnice. 24. srpna 1814 těžce zasáhl budovu požár, který zničil střechu semináře i přilehlého kostela, byly poničeny všechny stropy i klenby v přízemí a ohni podlehla i většina nábytku a knih. Rekonstrukční práce trvaly až do roku 1820. Roku 1839 bylo rozhodnuto o koupi domů čp. 93 a 94. Tímto krokem získal seminář další prostory pro svou činnost a roku 1858 měl v jednopatrových budovách celkem 38 obytných místností a 9 komor.
V šedesátých letech 19. století postihly objekt hned dvě tragédie. 23. října 1863 vypukl v půdních prostorách požár a jeho následkem shořely všechny střechy semináře, přilehlý kostel zůstal neporušen. O tři roky později utrpěl seminář další ránu při ostřelování města pruskými vojsky. Do seminárního areálu dopadly celkem 3 dělostřelecké granáty. Komplex byl opraven až roku 1888. Roku 1874 se změnou zákona ze semináře stalo diecézní učiliště. Počátkem 20. století vykonával funkci rektora ThDr. František Reyl, pozdější senátor za Československou stranu lidovou.

### Po uzavření semináře
Konec semináře nastal přijetím vládního nařízení ze 14. července 1950 o bohosloveckých fakultách. O dvanáct dní později byl biskupský seminář v Hradci Králové zrušen. Ve stejném roce se do budovy nastěhovala knihovna Lékařské fakulty v Hradci Králové. Roku 1964 byl komplex prohlášen kulturní památkou a roku 1986 se dočkal opravy. Kostel svatého Jana Nepomuckého v roce 1976 přestavěn na hudební síň.
V letech 2006 a 2007 došlo ke kompletní rekonstrukci budovy knihovny. Po rekonstrukci zde zahájila provoz také Galerie Na Hradě, která zahájila svůj provoz 2. října 2007.

## Popis

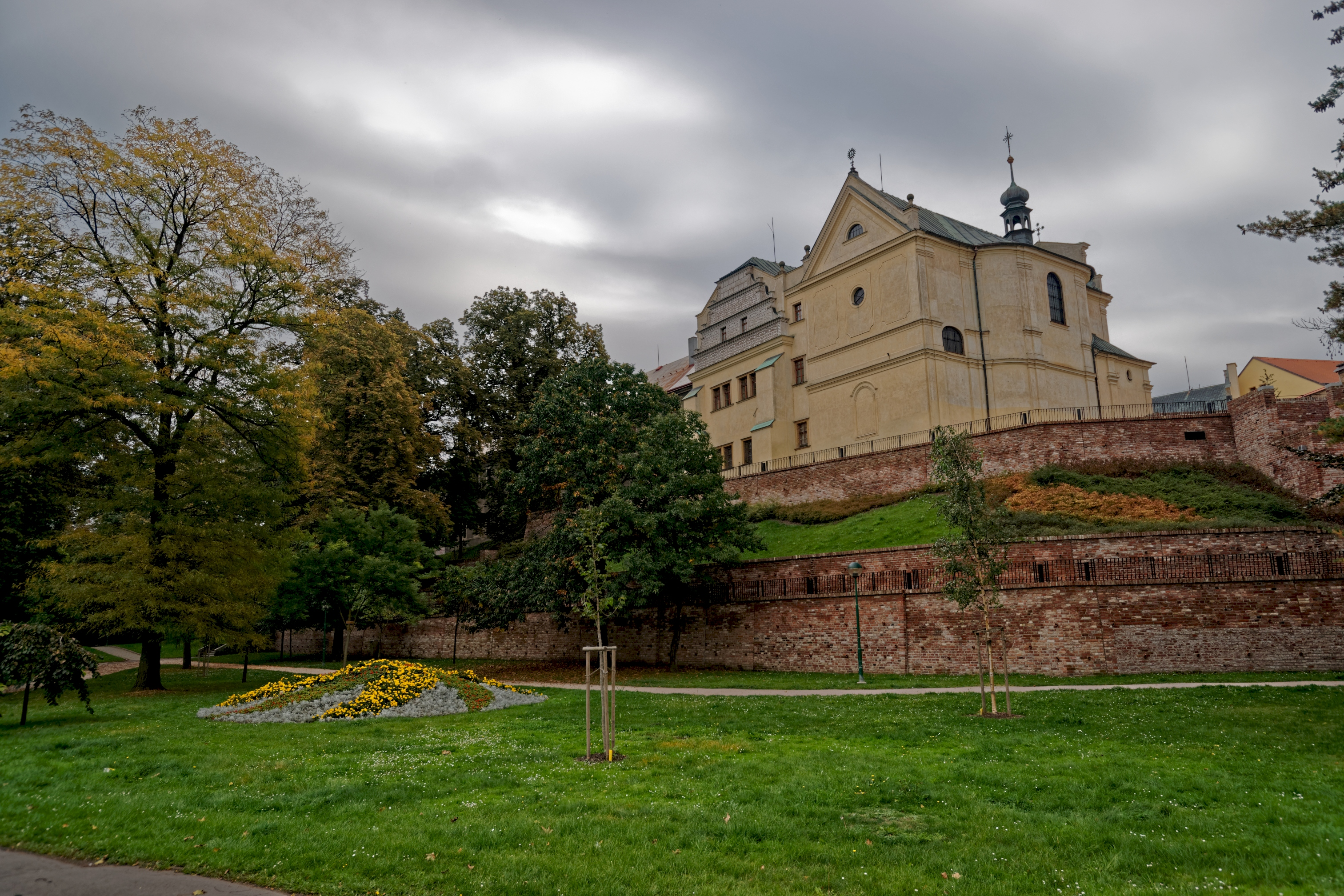
Komplex při pohledu od Žižkových sadů, na pravé straně kostel svatého Jana Nepomuckého

### Kněžský seminář
Komplex tvoří srostlice bezvěžového centrálního kostela, k němu na východě přilehlého bývalého purkrabského domu a jižně přistavěných budov bývalého kněžského semináře s uzavřenou čtyřkřídlou dispozicí kolem arkádového dvora. Ve vrcholu vstupní brány stojí socha svatého Jana Nepomuckého, patrona kostela. Dále zde nalezneme spojovací křídlo uzavírající na jižní straně dvorek před kostelem a arkádovou zeď s přístřeškem na západní straně dvorku. Celý komplex je situován v severozápadním rohu historického jádra na místě dřívějšího královského hradu. Odtud také pochází místní název „Na Hradě“. Ložnice a učebny jsou dnes přestavěny na knihovnu a kanceláře a uprostřed objektu nalezneme centrální atrium, které je návštěvníky využíváno ke studiu i relaxaci.

### Kostel svatého Jana Nepomuckého
Kostel je centrální, k severu orientovaná jednolodní stavba na obdélném půdorysu se sedlovou střechou a stříkanou omítkou. Interiér kostela je předělaný ve stylu berounských benediktýnů s geometrickým členěním.

### Purkrabský dům
Renesanční budova vystavěná v letech 1585 až 1586 na obdélníkovém půdorysu. Jeho severní fasádu, jež je v nárožích vzepřena mohutnými opěrnými pilíři, člení zdvojená renesanční okna v přízemí a prvním patře. Z původního královského hradu se coby součást purkrabství dochovala pouze klenutá síň.